# كم هيو وون

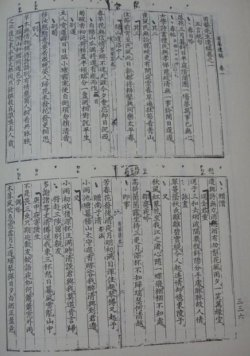
إحدى صفحات كتاب كم.

كم هيو وون (بالهانغل: 김효원، وبالهانجا: 金孝元، واسمه القلمي سونغام، واسم ملاطفته إنبايك. ولد في 1532 ومات في 1590) هو مسؤول حكومي وسياسي وكاتب وعالم ومفكر كونفشيوسي من عهد سلالة جوسون في كوريا. كم هو أيضاً أحد قادة الفصيل الشرقي (동인 - 東人).

## أعماله
- «سونغام جب» (성암집 - 省庵集).

## العائلة
- والد الجد: كم سو هيون (김수현 - 金秀賢).
  - الجد: كم دوك يو (김덕유 - 金德裕).
    - الأب: كم هونغ وو (김홍우 - 金弘遇).
    - الأم: ابنة يُن أون جوا (윤은좌 - 尹殷佐).
      - شقيق أصغر: كم إي وون (김이원 - 金履元).
      - شقيق أصغر: كم شن وون (김이원 - 金履元).
      - شقيق أصغر: كم وي وون (김의원 - 金義元).

### الأسرة
- الزوجة: ابنة جونغ سنغ (정승 - 鄭承).
  - ابن: كم غك غون (김극건 - 金克健)، وتزوج من ابنة هو بونغ (허봉 - 許篈) من عشيرة هو يانغتشون.
    - حفيد: كم شي ريوم (김세렴 - 金世濂).

  - ابنة: السيدة كم سونسانغ (선산김씨)، وتزوجت من هو غُين الشقيق الأصغر لهو بونغ.
    - حفيد: هو غوينغ (허굉 - 許硡).